# Kawasaki Ki-45
Die Kawasaki Ki-45 „Toryu“ (屠龍, „Drachentöter“) war ein zweimotoriges, zweisitziges Jagdflugzeug des Kaiserlich Japanischen Heeres im Zweiten Weltkrieg. Die Heeresluftwaffe gab ihr die Bezeichnung „Typ 2 zweisitziges Jagdflugzeug“, der alliierte Codename war „Nick“.

## Hintergrund
Die japanische Heeresluftwaffe ordnete 1937 als Reaktion auf das verstärkte Auftreten schwerer zweimotoriger Jagdflugzeuge – sogenannter Zerstörer – wie der Messerschmitt Bf 110 in Europa die Entwicklung eines eigenen zweisitzigen, zweimotorigen Jagdflugzeuges an und vergab für den Entwurf von Kawasaki die Projektnummer Ki-38. Nakajima und Mitsubishi beteiligten sich ebenfalls an dieser Ausschreibung mit den Projekten Ki-37 und Ki-39. Beide zogen sich jedoch kurzfristig wieder aus der Ausschreibung zurück, da sie andere, dringendere Projekte vorziehen sollten. Kawasaki stellte im Herbst 1938 ein Holzmodell seines Entwurfs fertig. 
Dann veröffentlichte die Heeresluftwaffe erste offizielle Vorgaben für ein solches Flugzeug. Im Dezember 1938 wurde der Bau einer flugfähigen Mustermaschine unter der neuen Projektnummer Ki-45 angeordnet und das andere Projekt beendet. Diese startete im Januar 1939 zu ihrem Erstflug. Die Ergebnisse der Versuchsflüge blieben jedoch hinter den Erwartungen des Heeres zurück. Die Nakajima-Ha-20-Otsu-Triebwerke waren zu leistungsschwach und zudem fehleranfällig, während der Flugzeugrumpf zu Strömungsabrissen neigte.
Die Ki-45 kam in dieser Form nicht zum Einsatz, aber die Armee bestand weiterhin auf einem zweimotorigen Jagdflugzeug und forderte von Kawasaki eine Weiterentwicklung. Kawasaki reagierte mit dem Austausch der Triebwerke gegen die erprobten Nakajima Ha-25. Die anschließenden Flugversuche waren vielversprechend.
Im Oktober 1940 wurden weitere Verbesserungen angeordnet, darunter eine Umstellung auf die 805 kW starken Mitsubishi-Ha-102-Triebwerke und die Verwendung von Tragflächen der Kawasaki Ki-48. Das so modifizierte Flugzeug mit der Bezeichnung Ki-45 Kai wurde im September 1941 fertiggestellt und schließlich von der Armee als „Typ 2 zweisitziges Jagdflugzeug“ ab Februar 1942 in Dienst gestellt.

## Einsatzgeschichte
Die Ki-45 wurde anfangs als Langstrecken-Begleitjäger eingesetzt. Im Juni 1942 wurden mit Ki-45 Angriffe auf Guilin geflogen, wo sie auf die ihnen überlegenen P-40 der Flying Tigers trafen. Im September desselben Jahres trafen sie über Hanoi ebenfalls auf P-40, mit ähnlichem Ergebnis. Damit wurde offensichtlich, dass die Ki-45 im Luftkampf nicht gegen einmotorige Jäger bestehen konnte.
Daraufhin wurde sie an verschiedenen Orten als Abfangjäger, Angriffsflugzeug gegen Boden- und Schiffziele und zur Flottenverteidigung eingesetzt. Als größte Stärke stellte sich ihre Eignung als Abfangjäger gegen Bomber heraus. In Neuguinea setzte die Luftwaffe des Kaiserlich Japanischen Heeres die mit einer 37-mm- und zwei 20-mm-Kanonen sowie zwei 250-kg-Bomben unter den Tragflächen schwer bewaffnete Ki-45 zur Schiffsbekämpfung ein. Insgesamt wurden während des Krieges 1701 Ki-45 aller Versionen gebaut.
Die erste Version (Ko), die in Produktion ging, war mit zwei 12,7-mm-MG im Bug, einer 20-mm-Kanone unter dem Rumpf und einem beweglichen 7,92-mm-MG im hinteren Cockpit ausgerüstet. Ihr folgte die Otsu, bei der die 20-mm-Kanonen gegen eine Typ 94 37-mm-Bordkanone zur Bekämpfung von B-17-Bombern ausgetauscht wurde. Die damit enorme Feuerkraft wurde jedoch aufgrund des für diese Kanone notwendigen manuellen Nachladens mit einer geringen Feuerrate von nur zwei Schuss pro Minute erkauft.
Die nächste Version (Hei) erhielt daher wieder die 20-mm-Kanone unter dem Rumpf sowie eine nun automatisch nachladende 37-mm-Kanone im Bug. Später wurde noch anstelle der 20-mm-Kanone unter dem Rumpf eine zweiläufige 20-mm-Kanone hinter dem Cockpit eingebaut.
Schon bald nach der Indienststellung wurde die Ki-45 der Heimatverteidigung zugeteilt, und einige wurden für den Einsatz gegen den Doolittle Raid zugeteilt, jedoch nicht eingesetzt. Die schwere Bewaffnung erwies sich gegen die ab Juni 1944 einsetzenden Angriffe mit der B-29 Superfortress als wirkungsvoll; die Ki-45 waren jedoch kaum in der Lage, die in rund 10.000 m Höhe fliegenden B-29 zu erreichen. Modifikationen, wie eine Reduzierung des Treibstoffvorrates oder eine reduzierte Bewaffnung, brachten wenig. Schließlich ging man zu Rammeinsätzen über.
1945 konnte mit den nach vorne und nach oben gerichteten Waffen einige Erfolge gegen nächtliche Bombereinsätze erzielt werden, aber das Fehlen von Radargeräten erschwerte die Sache sehr.
Noch im Frühjahr 1945 endete die Karriere der Ki-45 mit dem Erscheinen der US-amerikanischen Trägerflugzeuge sowie der auf Iwo Jima stationierten P-51, welche die B-29 über Japan eskortierten.
Die Maschinen der nächsten Version, die Kawasaki Ki-45 KAIc, wurden speziell zu Nachtjägern entwickelt, bei denen ein Radar in der Bugspitze eingebaut werden sollte. Probleme bei der Produktion verhinderten dies jedoch. Vier Sentai (etwa: Geschwader) wurden noch mit dieser Version ausgerüstet, um ab Herbst 1944 bis zum Kriegsende in Nachteinsätzen die japanischen Heimatinseln zu verteidigen. Sie erzielten gute Erfolge. Eines dieser Sentai vermeldete, acht B-29 bei seinem ersten Einsatz abgeschossen und insgesamt 150 Luftsiege erzielt zu haben.

## Versionen
- Ki-45 – Prototypen
- Ki-45 Typ 1 (modifizierte Maschinen für den Einsatz)
- Ki-45 KAI – Prototypen
- Ki-45 KAI – Vorserie
- Ki-45 KAIa Toryu – zweisitziger Jäger Type 2 der Armee, Basismodell der Serie
- Ki-45 KAIb – Version gegen Land- oder Schiffsziele; Mitsubishi-Ha-102-Triebwerke (780 kW).
- Ki-45 KAIc – modifizierte Modell-b-Nachtjäger, mit einer Ho-203-37-mm-Kanone unter dem Rumpf, zwei festen Ho-5-20-mm-Kanonen im Rumpfrücken und einem Typ-89-7,92-mm-MG im hinteren Cockpit.
- Ki-45 KAId – Version gegen Schiffsziele, zwei nach vorne gerichtete 20-mm- und eine 37-mm-Kanone, ein 7,92-mm-MG im hinteren Cockpit.
- Ki-45 II (nur Projekt) – wie der experimentelle Ki-96-Prototyp.

Gesamtproduktion: 1701 Stück

## Technische Daten
| Kenngröße                 | Daten der Ki-45 Kai                                              |
| ------------------------- | ---------------------------------------------------------------- |
| Besatzung                 | 2                                                                |
| Länge                     | 11,00 m                                                          |
| Spannweite                | 15,02 m                                                          |
| Höhe                      | 3,70 m                                                           |
| Flügelfläche              | 32,00 m²                                                         |
| Flügelstreckung           | 7,1                                                              |
| Leermasse                 | 4000 kg                                                          |
| Startmasse                | 5500 kg                                                          |
| Flächenbelastung          | 171,9 kg/m²                                                      |
| Höchstgeschwindigkeit     | 540 km/h                                                         |
| Dienstgipfelhöhe          | 10.000 m                                                         |
| Steigrate                 | 11,7 m/s                                                         |
| Reichweite                | 2000 km                                                          |
| Triebwerke                | zwei 14-Zylinder-Sternmotoren Mitsubishi Ha-102, 727 kW (988 PS) |
| Verhältnis Leistung/Masse | 0,26 kW/kg                                                       |

### Bewaffnung

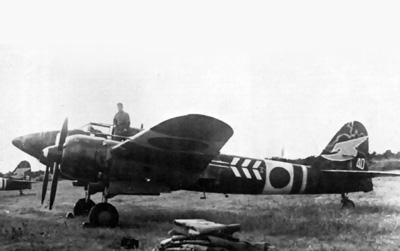
Kawasaki Ki-45

- Ko: 1 × 20 mm, 2 × 12,7 mm, 2 × 7,92 mm
- Hei: 1 × 37 mm, 1 × 20 mm, 1 × 7,92 mm
- Cho: 1 × 37 mm, 2 × 20 mm

## Erhaltene Exemplare

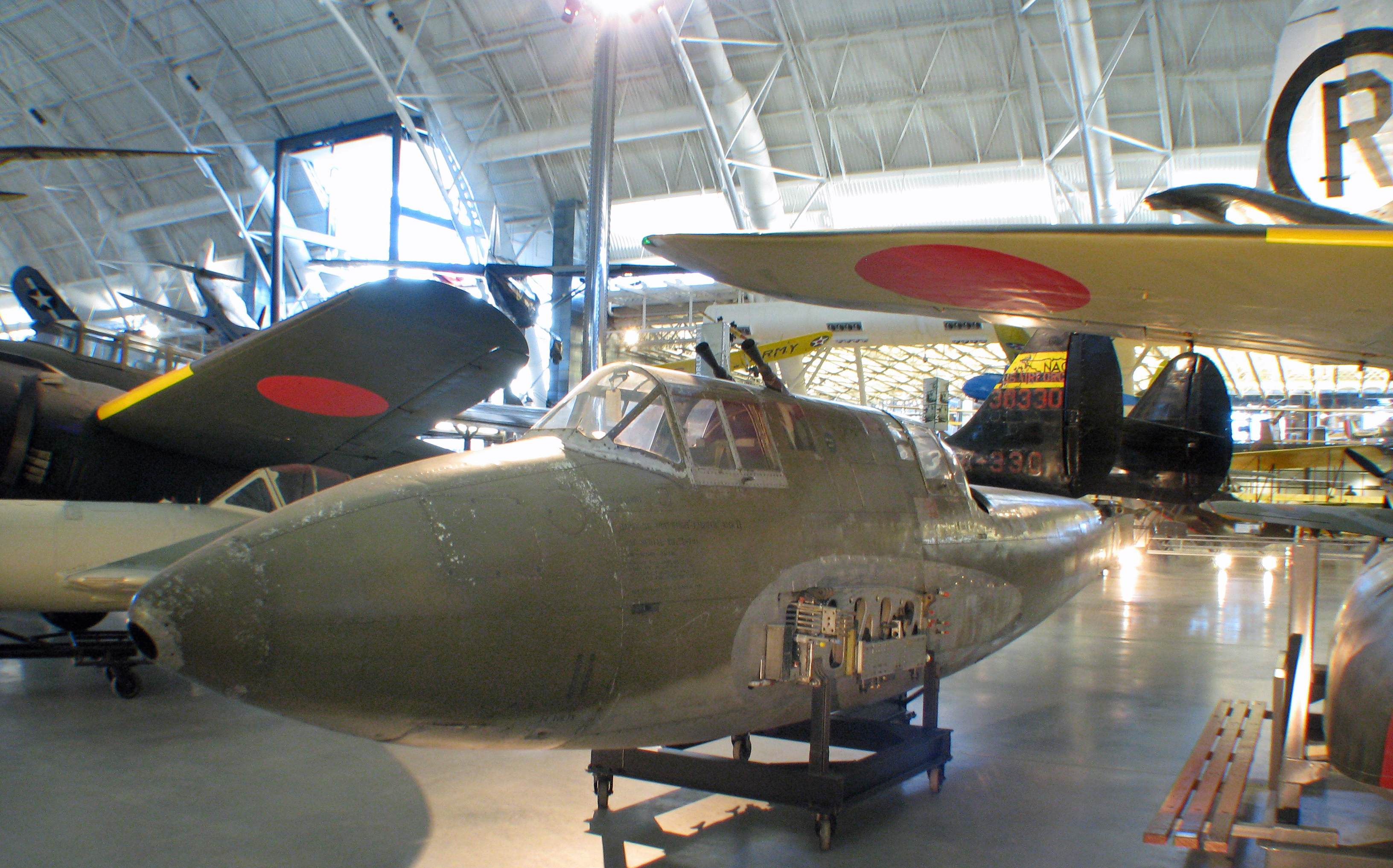
Kawasaki Ki-45

Ein Rumpffragment einer Ki-45 ohne Tragflächen wird im Steven F. Udvar-Hazy Center des National Air and Space Museum im Washington Dulles International Airport, Virginia ausgestellt.